# Distrito de Cherwell
Cherwell es un distrito no metropolitano del condado de Oxfordshire (Inglaterra). Tiene una superficie de 588,77 km². Según el censo de 2001, Cherwell estaba habitado por 131 785 personas y su densidad de población era de 223,83 hab/km².